# Terence Hanbury White
Terence Hanbury White (ismert rövidítése T.H.White) (Bombay,1906. május 29. – 1964. január 17.), angol író.

## Életpályája
Indiában, Bombay-ban (mai neve Mumbai) született.
A Cambridge-i Queens' College elvégzése után rövid ideig Stowe-ben tanított, majd főfoglalkozású író lett.

## Művei

### Üdv néked Arthur, nagy király
Leghíresebb műve az Üdv néked Arthur, nagy király (The Once and Future King) című regénysorozat, amely Thomas Malory nyomán újrameséli Arthur király legendáját. Ennek részei:
- The Sword in the Stone (1938)
- The Queen of Air and Darkness (1939)
- The Ill-Made Knight (1940)
- The Candle in the Wind (1958)
- The Book of Merlyn (posztumusz kiadás, 1977)

A mű alapján musical, majd Camelot címen film is készült.

### További művei
- Loved Helen and Other Poems, 1929
- The Green Bay Tree, 1929
- Dead Mr Nixon, 1931
- Darkness At Pemberley, 1932
- They Winter Abroad, 1932
- First Lesson, 1932
- Farewell Victoria, 1933
- Earth Stopped, 1934
- Gone to Ground, 1935
- England Have My Bones, 1936
- Burke's Steerage, 1938
- Mistress Masham's Repose, 1946
- The Elephant and the Kangaroo, 1947
- The Age of Scandal, 1950
- The Goshawk, 1951
- The Scandalmonger, 1952
- The Book of Beasts, 1954
- The Master, 1957
- The Godstone and the Blackymor, 1959
- America At Last, 1965

### Magyarul
- Üdv néked, Arthur, nagy király!; ford. Szíjgyártó László, versford. Tandori Dezső, utószó Zentai Éva; Gondolat, Bp., 1973
- Merlin könyve; ford. Szántai Zsolt, utószó Sylvia Townsend Warner; Szukits, Szeged, 1997